# Девід Мазуз
Девід Мазуз (англ. David Mazouz) — американський актор. Відомий ролями хлопця з аутизмом Джейкоба «Джейка» Бема у телесеріалі «Контакт» та Брюса Вейна у телесеріалі «Готем».

## Біографія
Народився 19 лютого 2001 року у Лос-Анджелесі, Каліфорнія, США. Його мати — Рейчел Коен — психотерапевт, а батько — Міше́ль Мазуз — лікар. Має старшу сестру Ребеку. Його сім'я — євреї сефардівського походження, які дотримуються шабату та кашруту. З 2015 року навчається у Середній школі Шалгевет. Ба більше, Девід навіть знявся у музичному проморолику школи під назвою «Find Your Song» [Архівовано 16 серпня 2017 у Wayback Machine.].

## Кар'єра
Розпочав свою кар'єру у вісім років, знявшись у рекламах разом із Кіфером Сазерлендом, а вже 2012 року виконав роль Джейкоба «Джейка» Бема у телесеріалі «Контакт». Також з'явився у таких телесеріалах як: «Майкл і Моллі», «Офіс» та «Криміналісти: мислити як злочинець». У серіалі «Приватна практика» зіграв роль прийомного брата Бетсі.
З 2014 по сьогоднішній день входить до головного акторського складу телесеріалу «Готем», де виконує роль малого Брюса Вейна, майбутнього Бетмена. Ба більше, 2016 року знявся у двох фільмах жахів — «Темрява» та «Інкарнація».

## Фільмографія

### Кіно
| Рік  | Назва                 | Оригінальна назва | Роль            | Примітки |
| ---- | --------------------- | ----------------- | --------------- | -------- |
| 2011 | Діагноз любов         | Coming & Going    | Тіммі           |          |
| 2013 | Санаторій             | Sanitarium        | Стів Менсворт   |          |
| 2014 | Винахідник ігор       | The Games Maker   | Іван Дрего      |          |
| 2016 | Темрява               | The Darkness      | Майкл Тейлор    |          |
| 2016 | Інкарнація            | Incarnate         | Камерон Сперроу |          |
| 2020 | Щаслива пора          | Happiest Season   | Оллі            |          |
| 2021 | Торт зі смаком помсти | The Birthday Cake | молодий Джіо    |          |

### Телебачення
| Рік       | Назва                              | Оригінальна назва                 | Роль                | Примітки                          |
| --------- | ---------------------------------- | --------------------------------- | ------------------- | --------------------------------- |
| 2010      | Прощення Амішів                    | Amish Grace                       | Енді Робертс        | Телефільм                         |
| 2010      | Майк і Моллі                       | Mike & Molly                      | Ренді               | Епізод: «After the Lovin'»        |
| 2011      | Приватна практика                  | Private Practice                  | Маршал Рекофф       | Епізод: «God Bless the Child»     |
| 2011      | Криміналісти: мислити як злочинець | Criminal Minds                    | Раян Голл           | Епізод: «The Bittersweet Science» |
| 2011      | Офіс                               | The Office                        | Берт Каліфорнія     | Епізод: «Spooked»                 |
| 2012–2013 | Контакт                            | Touch                             | Джейкоб «Джейк» Бем | Головний акторський склад         |
| 2013      | Особливо тяжкі злочини             | Major Crimes                      | Стів                | Епізод: «All In»                  |
| 2013      | Дорогий німий щоденник             | Dear Dumb Diary                   | Гадсон Ріверс       | Телефільм                         |
| 2014      | До смерті красива                  | Drop Dead Diva                    | Раян Гетчер         | Епізод: «Life & Death»            |
| 2014–2019 | Готем                              | Gotham                            | Брюс Вейн           | Головний акторський склад         |
| 2017      | Дорогий німий щоденник 2           | Dear Dumb Diary 2 : We h8t school | Гадсон Ріверс       | Телефільм                         |